# Bemlos mackinneyi
Bemlos mackinneyi är en kräftdjursart som först beskrevs av A. A. Myers 1978.  Bemlos mackinneyi ingår i släktet Bemlos och familjen Aoridae. Inga underarter finns listade i Catalogue of Life.